# Martinisme
 (février 2024).
Si vous disposez d'ouvrages ou d'articles de référence ou si vous connaissez des sites web de qualité traitant du thème abordé ici, merci de compléter l'article en donnant les références utiles à sa vérifiabilité et en les liant à la section « Notes et références ».

Le sceau martiniste.

Le martinisme est un courant philosophique, initiatique et ésotérique judéo-chrétien qui se réclame des enseignements de Martinez de Pasqually et de Louis-Claude de Saint-Martin concernant la chute symbolique du premier homme, son état de privation matérielle de sa source divine et "l'illumination" qu'il peut acquérir. Parmi les sujets abordés dans le martinisme, la science des nombres, la Kabbale, la symbolique des rêves, le monde invisible, l'angélologie, les évangiles apocryphes, le Temple de Salomon ou encore le Grand Architecte de l'Univers. Le martinisme se rattache notamment à ce que l'on nomme traditionnellement le christianisme ésotérique.

## Description
Une présentation se trouve dans le texte de Fernando Pessoa (Dans la tombe de Christian Rosenkreutz) où est décrit son état de privation matérielle de la source divine et de tout le processus de retour à son essence, appelé « réintégration » ou « illumination ». L'école de Martinez de Pasqually se limitait à la théurgie, à la pratique opératoire, alors que l'école de Louis-Claude de Saint-Martin s'étendait à la voie mystique dite cardiaque.
Plus tard, Louis-Claude de Saint-Martin, secrétaire général de Pasqually, annonce dans ses livres les étapes de l'évolution spirituelle, à savoir : Le Crocodile, L'Homme de Désir, L'Homme-Dieu, etc. Le mot "martinisme" désigne ces deux maçons, Martinès de Pasqually et Saint-Martin, introduits par Papus. Umberto Eco, dans son roman Le Pendule de Foucault, fait une grande confusion entre le Martinisme et le martinisme[Quoi ?]. Comme le dit Saint-Martin, le mouvement a pour but le chemin cardiaque, à savoir une ascension théurgique, dans les mystères de l’initiation de la gnose chrétienne, à partir de bases nettement ésotériques. Les initiations au Martinisme se déroulent en privé, de maître à initié. En règle générale, les martinistes sont convaincus que leur processus d’initiation consiste à planter une graine et qu’il incombe à l’initié de la faire pousser en son sein.
Tradition mystique, elle a d'abord été transmise par un haut degré maçonnique établi vers 1740 par Martinez de Pasqually, puis propagée par ses deux élèves, Louis-Claude de Saint-Martin et Jean Baptiste de Willermoz, le premier fondateur d'un mouvement appelé Martinisme, créé au 18e siècle et rétabli par Papus sous les auspices de l'Ordre kabbalistique de la Rose-Croix ; le deuxième fondateur du rite écossais rectifié de la franc-maçonnerie. Le terme martinisme s’applique à la fois à cette doctrine particulière et aux enseignements de l’Ordre Martiniste Traditionnel, fondé en 1886 par Augustin Chaboseau et Papus, lui-même associé à la dynamique initiatique à Paris (et médecin pendant la première guerre mondiale, où il mourut plus tard), membre d’ordres tels que l’Ordre kabbalistique de la Rose-Croix, l’Ordre hermétique de l’Aube dorée et d’autres ordres similaires. Louis-Claude de Saint-Martin n'a pas utilisé ce terme.
Cette désambiguïsation déroutante pose un problème depuis la fin du XIXe siècle, alors que le martinisme aurait été utilisé entre Louis-Claude de Saint-Martin et Martinez de Pasqually et que les œuvres du premier auraient été attribuées au second. La transmission régulière du martinisme à Augustin Chaboseau et à Papus doit encore être mieux documentée.
Le martinisme comprend la partie mystique et spirituelle de la franc-maçonnerie, du fait des bases communes des deux mouvements et du grand nombre d'affiliations mutuelles de ses membres dans ces ordres. Le martinisme ne doit pas être confondu avec l'Église évangélique luthérienne, qui a ses bases dans l'œuvre de Martin Luther.
La plupart des mouvements martinistes modernes sont dotés d'une structure à trois degrés, dont le nom peut varier, à savoir :
- Associé (1er degré) ;
- Commencé (2e degré) ;
- Supérieur Inconnu (« S.I. ») (3e degré).

## Histoire
C'est sous l'égide de Saint-Martin que le théosophe et occultiste Papus (Gérard Encausse) fonde  l'Ordre Martiniste à la fin du XIXe siècle. Le martinisme est donc issu d'une rencontre entre la théosophie et la pensée de Saint-Martin.
Selon l'historien de l'ésotérisme Antoine Faivre, « la Théosophie est la doctrine chrétienne des XVIe et XVIIe siècles, tantôt populaire et mystique, tantôt érudite et philosophique, représentée par Paracelse, Boehme, Weigel, Fludd, etc., et qui se caractérise par la réflexion analogique ou l'illumination intérieure, l'expérience spirituelle, les notions : d'émanation, de chute originelle, d'androgynat, de sophia, de réintégration, d'arithmosophie, et surtout de double force ».
Certains chercheurs n'ont pas hésité à donner comme source de ce mouvement des confréries hermétiques du XIe siècle. Robert Ambelain, notamment, cite l'« Ordre des Frères d'Orient » (qui aurait été fondé à Constantinople en 1090) et fait remonter la généalogie du martinisme aux courants gnostiques alexandrins des Ier au Ve siècle. Par ailleurs, René Guénon écrit à André Bastien que le mot Tradition (en tant qu'« histoire traditionnelle ») est généralement employé comme synonyme pour mythologie, signification, ou symbolisme et non pas nécessairement comme réalité historique appuyée sur des faits : « À ce propos, j'ai à peine besoin de vous dire que les prétendus Frères d'Héliopolis sont tout aussi imaginaires que les Frères d'Orient... »

## Classification
Le martinisme est un courant qui relève de l'ésotérisme judéo-chrétien. Il se divise en quatre mouvements qui restent liés par leur histoire et par un même objectif (qui est, selon les mots de Papus, « la réhabilitation de l'Homme ») :
1. le martinésisme, doctrine judéo-chrétienne et pratique théurgique fondées par J. Martinès de Pasqually en 1761 et concrétisé en 1767 par la création de son Ordre ;
2. le saint-martinisme, une philosophie fondée par Louis-Claude de Saint-Martin (secrétaire de Martinès de Pasqually) en 1775 (il participe aux séances des Leçons de Lyon) quoiqu'il voulut qu'il soit rayé chez Willermoz de la Franç maçonnerie et qu'il ne créa aucun Ordre ;
3. le willermozisme (et le Rite écossais rectifié), un rite maçonnique fondé par Jean-Baptiste Willermoz en 1778. Selon Michele Moramarco, qui a étudié les relations entre Martinisme et Franc-maçonnerie, on peut identifier aussi une forme de martinisme maçonnique dans les rituels « rose+croix » du Rite Philosophique Italien (1909) ;
4. l'Ordre martiniste, Ordre fondé par Papus en 1891 ; en dérivent l'Ordre Martiniste Synarchique, fondé par Victor Blanchard en 1920, l'Ordre Martiniste Traditionnel, fondé par Augustin Chaboseau et Victor-Émile Michelet en 1931.

## Personnalités
- Carl William Hansen
- Julius Zeyer

### Martinisme
- Robert Amadou, Louis-Claude de Saint-Martin et le martinisme, Paris, Éditions du Griffon d'or, 1946.
- Robert Amadou, L'Ordre martiniste au temps de Papus, Paris, Cariscript, 1988.
- Robert Ambelain, Le Martinisme, histoire et doctrine [1946], suivi de Le Martinisme contemporain et ses véritables origines [1948], Signatura, 2011, 288 p.
- André Bastien, « Invocation au « Grand Architecte » - Rituel martiniste opératif et général », L'Initiation No 1 de 1962 (janvier-février-mars)
- Stanislas de Guaita, « La Fraternité Martiniste et l'Ordre de la Rose-Croix » tiré de l'ouvrage Essai de sciences maudites (1886-1897).
- Michele Moramarco, Nuova Enciclopedia Massonica, Foggia, Bastogi, 1997.
- Papus, Martinésisme, willermosisme, martinisme et franc-maçonnerie, Paris, Chamuel, 1899.
- Richard Raczynski, Un dictionnaire du Martinisme, Paris, Ed. Dualpha, 2009.
- Teder (Ch. Détré), Rituel de l'Ordre martiniste (1913), in Œuvres Complémentaires de Louis-Claude de Saint-Martin, Éditions Déméter, 1985, 176 p.
- Jean-Marc Vivenza, Le Martinisme, l'enseignement secret des Maîtres, Martinès de Pasqually, Louis-Claude de Saint-Martin et Jean-Baptiste Willermoz, fondateur du Régime Écossais Rectifié, Le Mercure Dauphinois, 2006.

### Willermozisme
- Patrice Béghain, Bruno Benoit, Gérard Corneloup, Bruno Thévenon, Dictionnaire historique de Lyon, Stéphane Bachès, 2009, Lyon, 1054 p.,  (ISBN 978-2-915266-65-8)
- Jean-Marc Vivenza, Les élus coëns et le Régime Écossais Rectifié : de l'influence de la doctrine de Martinès de Pasqually sur Jean-Baptiste Willermoz, Le Mercure Dauphinois, 2010.
- Jean-Marc Vivenza, La doctrine initiatique du Régime Écossais Rectifié en dix leçons essentielles, Éditions Dervy, 2022  (ISBN 979-1-02-420678-3)

### Martinésisme
- Robert Amadou, « Rituels d'initiation des Élus Coën », in L'Autre Monde, no 68, février 1983, p. 12-17.
- Franz von Baader, Les Enseignements secrets de Martinès de Pasqually, précédé d'une Notice sur le martinézisme et le martinisme, Bibliothèque Chacornac, 1900 ; rééd. Robert Dumas, 1976 ; Éditions Télétès, 2004.
- Gilles Le Pape, Les Écritures magiques, Aux sources du Registre des 2 400 noms d'anges et d'archanges de Martinès de Pasqually, Arché Edidit, 2006.
- Martinès de Pasqually, Traité sur la réintégration des êtres dans leur première propriété, vertu et puissance spirituelle divine (1770-1772) (d'après le manuscrit de Louis-Claude de Saint-Martin), Diffusion Rosicrucienne, collection martiniste, 1999, édition présentée par Robert Amadou.
- G. Van Rijnberk, Un thaumaturge au XVIIIe s. : Martines de Pasqually. Sa vie, son œuvre, son ordre, t. I, Paris, Alcan, 1935 ; t. II, Lyon, Derain-Raclet, 1938
- Georges Courts. Le Grand Manuscrit d'Alger. Magie et Franc-Maçonnerie au XVIIIe siècle - Manuscrit de l'Ordre des Élus Coën. Tome I, II et trois (2018) Le cahier Vert ; Arqa Éditions
- Georges Courts. Le manuscrit J. Baylot. Rituels et Franc Maçonnerie au XVIIIe siècle. Ordre des Élus Coën. Rituels de Martinès de Pasqually 1763-1764. Édition critique revue et corrigée à partir du manuscrit original. Arqa Éditions 2018  (ISBN 2-7551-0093-1)
- Jean-Marc Vivenza, Martinès de Pasqually et Jean-Baptiste Willermoz, Vie, doctrine et pratiques théurgiques de l’Ordre des Chevaliers Maçons Élus Coëns de l’Univers, Le Mercure Dauphinois, 2020  (ISBN 978-2-35662-472-7).